# Netball ai XXI Giochi del Commonwealth
Le competizioni di netball ai XXI Giochi del Commonwealth si sono svolte dal 5 al 15 aprile 2018.

## Podi
| Evento    | Oro         | Argento   | Bronzo   |
| Femminile | Inghilterra | Australia | Giamaica |